# Stefaniola halostachysis
Stefaniola halostachysis är en tvåvingeart som beskrevs av Fedotova 1985. Stefaniola halostachysis ingår i släktet Stefaniola och familjen gallmyggor.
Artens utbredningsområde är Kazakstan. Inga underarter finns listade i Catalogue of Life.